# Йоановски манастир
Манастирът „Свети Йоан“ е ставропигиален женски манастир на Руската православна църква и се намира на брега на река Карповка в Санкт Петербург. Основан от праведния Йоан Кронщадски и посветен на преподобния Св. Йоан Рилски, негов духовен покровител. Мощите на Йоан Кронщадски са намират в манастирската крипта-гробница.
Манастирът е издържан в неовизантийски стил по проект на епархийския архитект Николай Никонов.
Първоначално манастирският комплекс е замислен като придворие на женския Сурски манастир „Йоан Богослов“, но през 1901 г. с началото на новия тогава XX век обителта получава самостоятелен манастирски статут. Преди руските революции манастирът е посветен на Йоан, т.е. на името на Йоан Богослов, Йоан Рилски и Йоан Кронщадтски, а след смъртта на последния Светия Синод на Руската православна църква излиза с рескрипт за това, придавайки му статут на женски и първокласен такъв.
От 1919 г. болшевиките превръщат манастира в трудов лагер и едва в 1989 г. манастирската сграда е върната на Санктпетербургската епархия на Руската православна църква, при това като придворие на Пюхтицкия Успенски манастир, днес в Естония. Веднага след това са освободени помещенията на първия етаж в сградата с църквата "Св. Йоан Рилски", както и подземната църква-крипта, гробница. Решено е спешно да се ремонтира и освети църквата на св. Йоан Рилски в деня на честването на неговата памет 19 октомври нов стил и за рождения ден на Йоан Кронщадски на 1 ноември, според новия стил. 
В навечерието на празника, на 31 октомври 1989 г., в храма "Св. Йоан Рилски" е извършено всенощно бдение – първото след 66-годишно прекъсване. Вестта за възраждането на манастира "Св. Йоан" бързо обикаля Санкт Петербург. На 1 ноември, деня на освещаването, голяма част от вярващите не успяват да се поберат в сравнително малката църква и службата е предавана чрез високоговорители. На нея присъстват и журналисти от местната телевизия и преса. Митрополитът на Ленинград и Новгород Алексий освещава църквата "Св. Йоан Рилски" и престола, след което извършва тържествено богослужение.
На 12 юли 1991 г., в деня на патронния празник, патриарх Алексий II освещава горната църква посветена на Светите Дванадесет апостоли. От 25 декември 1991 г., Коледа и след възстановяването на Русия, манастирът е ставропигия.